# Палаш (ЗРАК)
„Палаш / Палма“, (Индекс ГРАУ – 3М89) е руски корабен 30 мм автоматичен зенитен ракетно-артилерийски комплекс (ЗАК/ЗРАК) с две шестцевни въртящи се оръдия АО-18КД, предназначен за отбраната на кораби и стационарни обекти от високоточно оръжие (противокорабни ракети), въздушни цели (самолети, вертолети), а също и за обстрел на малоразмерни морски и наземни цели. Състои на въоръжение във ВМФ на Русия, в т.ч. корветите от проекта 11611 и фрегатите проект 22350. ЗАК „Палаш“, състоящ на въоръжение във ВМФ на Русия, няма ракетно оръжие, тъй като изначално е предназначен да влезе в състава на зенитно ракетно-артилерийската система „Полимент-Редут“. Обаче, в експортния му вариант (ЗРАК „Палма“), за кораби с водоизместимост до 500 т, е предвидена комплектуването му с ракетите „Сосна“-РА.

## Предназначение
Морският зенитен артилерийски комплекс „Палаш“ е предназначен за създаването на плътна ешелонирана система за противовъздушна отбрана за надводни кораби с водоизместимост над 500 т на далечини до 4 – 5 км. Масата на бойния модул на ЗАК „Палаш“ (с пълен боекомплект) е 7,5 т, а на антенния пост около 3,5 т.
ЗРАК „Палма“, е аналогичен на модула от ЗРК „Сосна“, в състав устойчива на атмосферни влияния и защитена от смущения оптико-електронна локационна система (ОЛС) с автономно автоматично засичане на целите в режим на предварително външно целеуказание („Сосна“ е създаван като дълбока модернизация на ЗРК „Стрела-10“). Отличителните особености на новата версия са: увеличена далечина на стрелбата – от 5 до 10 километра и по височина – от 3,5 до 5 километра). Комплексът има пълна автоматизация на бойната работа, от засичането до поразяването на целта. Използват се ракетите от „Сосна“-РА. Ако се сравнява с чуждестранни системи, то условни аналози на „Сосната“ са ADATS и RBS-70. Разликата е само в типа на ракетите.

## Носители
Зенитният ракетно-артилерийски комплекс „Палаш/Палма“ е поставен на:
- фрегатите от проекта 22350 (по 2 ЗРАК);
- корветите от проекта 11661Е „Гепард 3.9“ (по 1 ЗРАК);
- корветата „Дагестан“ от проекта 11661К (1 ЗАК);
- ракетния катер „Р-60“ от проекта 12411 (1 ЗРАК).